# Джейк Анджелі
Джейкоб Ентоні Анджелі Ченслі, знаний як Джейк Анджелі (англ. Jacob Anthony Angeli Chansley; нар. 1988, Фінікс, Аризона, США) — американський громадський і політичний активіст правого спрямування, прихильник теорії змови QAnon. Особливо знаний як один з учасників штурму Капітолія США в січні 2021 року.
Після штурму Капітолія 6 січня Анджелі викликали до Вашингтонського управління поліції для надання свідчень, а вже 8 січня він заявив в інтерв'ю Аризонській новинній станції, що «не турбується» щодо можливих обвинувачень за свої дії. 9 січня Джейка Анджелі заарештували за федеральним звинуваченням в умисному проникненні або перебуванні на закритій території без законних на те підстав, насильницькому вторгненні й порушенні громадського порядку в Капітолії.

## Біографія

### Раннє життя
Джейк Ченслі народився в 1988 році в сім'ї Марти Ченслі. Він навчався в середній Школі місячної долини у Фініксі, штат Аризона, США. Коли його матір запитали про погляди її сина, в інтерв'ю каналу ABC15 Arizona вона заявила, «що потрібно багато мужності, щоб бути патріотом», і додала, що Джейк є ветераном Військово-Морських сил США. Сам Анжелі заявляв, що до початку своєї політично-громадської діяльності він працював актором озвучування й мав кілька анкет на відповідних спеціалізованих сайтах.

### Протести
Анджелі є затятим прихильником Дональда Трампа, має послідовників у соціальних мережах і часто відвідує мітинги на підтримку теорії QAnon, переважно у Фініксі та його околицях. На різних мітингах в Аризоні бачили, як він кричав про теорії змови QAnon, з табличкою з написом «Q послав мене» (англ. Q sent me).
До участі в ультраправих мітингах у 2019 році Анджелі помітили як частого учасника одиночних пікетів біля Капітолія Аризони на підтримку різних теорій змови. Повідомляли, що він був в образі шамана, коли брав участь у протесті проти змін клімату Аризони. Для додаткового залучення уваги до своєї персони він почав носити характерну хутряну шапку, розмальовувати обличчя в кольори американського прапора. Свій наряд він називає «шаманською сукнею».
Крім виступів на мітингах на підтримку Трампа, конспірологічних теорій й проти змін клімату, Анджелі також протестував проти карантинних обмежень COVID-19 в Аризоні. Після появи перших підсумків Президентських виборів 2020 року у США Анджелі брав участь в протестах про оскарження результатів голосуванняв Аризоні. Під час підрахунку голосів він розбив табір біля будівлі суду округу Марікоп і виступив там з промовою на мітингу 7 листопада, в день, коли обраний президент Джо Байден оголосив про свою перемогу.

### Участь у штурмі Капітолія
Протоколи судових засідань показують, що Анджелі повідомив ФБР про те, що вирушив до Капітолія «в рамках групових зусиль з іншими патріотами з Аризони на прохання президента, де він закликав всіх приїхати до Вашингтона 6 січня 2021 року»
Під час штурму Капітолія США 6 січня 2021 року Анджелі увійшов у Зал Сенату, будуши одягненим у свій самозваний символічний шаманський наряд, включаючи головний убір з рогатого хутра та бойову розмальовку в червоному, білому та синьому кольорах, а також несучи спис завдовжки шість футів з американським прапором, прив'язаним нижче леза. Анджелі не мав судимості в окрузі Колумбія до заворушень у Капітолії в 2021 році. Його також сфотографували на узвишші перед кріслом віцепрезидента Майка Пенса.
Коментуючи події в Капітолії, він заявляв журналістам: «Той факт, що у нас була купка наших зрадників в офісі, що присіли навпочіпки, надягли протигази й відступили до свого підземного бункера, я вважаю перемогою». Він також сказав, що поліція спочатку заблокувала натовп від входу, але потім спеціально дозволила їм увійти, і саме в цей момент він увійшов.
9 січня Джейка Анджелі заарештували за федеральним звинуваченням в умисному проникненні або перебуванні на закритій території без законних на те підстав, насильницькому вторгненні й порушенні громадського порядку в Капітолії. Після чого спеціальний агент Капітолійської поліції заявив, що він визначив Анджелі по його «унікальній шаті та великою кількістю татуювань, що покривають його руки й ліву сторону тулуба». Анджелі добровільно звернувся в вашингтонське відділення ФБР і зізнався в скоєному перед своїм арештом. Опитаний в управлінні поліції Анджелі заявив, що, на його думку, він не зробив нічого поганого, повідомивши NBC: «Я увійшов у відчинені двері, чувак».

## Конспірологічні теорії
Після заворушень серед теоретиків змови QAnon поширилися чутки, що Джекі Анджелі був пов'язаний з рухом Antifa або рухом Black Lives Matter (BLM) і проник на захід як агент-провокатор, проте ці чутки були незабаром спростовані акаунтом USAwolfpack в мережі Twitter.
«Містер Вуд. Я не Antifa й не BLM. Я-QAnon і цифровий солдат. Мене звуть Джейк, і я маршував з поліцією і боровся проти BLM & ANTIFA в PHX. Подивіться репортаж OAN про мітинг 4 липня в PHX capital. Я стояв проти натовпу BLM, пронумерована, але не розділена. Подивися…»Оригінальний текст (англ.)
«Mr. Wood. I am not antifa or blm. I'm a Qanon & digital soldier. My name is Jake & I marched with the police & fought against BLM & ANTIFA in PHX. Look up OAN's coverage of July 4ths rally in PHX capital. I was standing against the BLM mob out numbered but unphased. Look it up...».
В кінцевому підсумку цю інформацію перевірив інтернет-портал Snopes, який дійшов висновку, що Джек Анджелі дійсно не був пов'язаний з Antifa чи BLM і був реальним активним прихильником Дональда Трампа.